# 야마하
야마하 주식회사(일본어: ヤマハ株式会社, 영어: Yamaha Corporation)는 악기, 오디오, 음향기기, 반도체 등을 만드는 일본 굴지의 음향 기업이다. 악기의 매출로는 독보적인 세계 1위를 차지하고 있다.
야마하의 엔진 사업부는 야마하 발동기로 분사되었으며, 오토바이, 엔진, 로봇 등의 중기계를 만들고 있다.

## 역사
시즈오카현 하마마쓰시에서 기계 수리공을 하던 야마하 도라쿠스가 1887년 피아노와 풍금 제조회사인 일본악기제조주식회사(日本楽器製造株式会社)를 창업했다. 1897년 법인회사가 되었다. 1898년 지금 형태의 로고가 만들어졌다. 세 개의 소리굽쇠를 360도를 세등분하여 서로 교차나열된 형태이다.
1921년 일본 제국 육군의 요청으로 군용기를 위한 목재 프로펠러를 제조했다. 1931년에는 금속 프로펠러 제조를 시작했다. 1938년 제국 육군이 관리하는 프로펠러 군수공장이 되었다.
1945년에는 뮤직 싸이렌을 개발했다.
제2차 세계 대전이 끝난 뒤인 1950년 가와카미 겐이치가 새 사장으로 취임했다.
그리고 7월에 뮤직 사이렌이 완성되었다.
전쟁 중에 금속 프로펠러를 만들 때 쓰던 기계와 야금술을 응용해 오토바이를 생산했다. 1954년 첫해에 125대가 만들어진 YA-1(애칭은 아카톰보(赤トンボ)로 붉은 잠자리를 뜻함)은 창립자의 이름을 기념하여 명명되었다. 이 오토바이는 125cc에 실린더 1개의 2행정 사이클로 독일의 DKW RT125를 모방한 것이었다.(이 오토바이는 영국 군수업체인 BSA가 전쟁 이후 BSA Bantam이라는 이름으로 복제했고, Harley-Davidson 역시 Hummer라는 이름으로 복제했다.) YA-1의 성공을 바탕으로 1955년 야마하 발동기를 창립해 분사시켰다.
1959년 양궁용 활을 개발하면서 스포츠 용품 시장에도 참여했다. 양궁 활에 쓰인 FRP 소재를 이용해 1961년에는 스키와 주택용 욕조도 생산했다.
야마하는 (피아노, 사일런트 피아노, 드럼셋, 기타, 전자현악기, 목관 악기, 바이올린, 비올라, 첼로, 비브라폰, 레코딩콘솔 등을 생산하는) 세계 최대의 악기 제조사가 되었다. 또한 반도체와 AV기기, 컴퓨터 관련 제품, 스포츠 용품, 가전 제품과 가구, 특수 금속, 공작 기계, 산업용 로봇 등의 분야의 기술연구사이자 및 제조사이다.
1987년 100주년을 맞아 이 회사는 이름을 "야마하 주식회사"로 변경하였다. 1989년 야마하는 세계 최초의 CD 녹음기를 출시했다. 이후 야마하는 시퀀셜 서킷(Sequential Circuits)을 인수하고 1989년에서 1993년 사이 경쟁자인 코르그의 51% 지분을 사들였다.
2002년 야마하는 스포츠용품 분야 중 1959년에 시작한 양궁 사업을 그만두고 윈엔윈에 매각했다. 그간 5번의 올림픽에서 6명의 양궁 선수들이 야마하의 활로 금메달을 획득했다.
2003년 야마하는 VOCALOID 엔진을 개발했다.
또한 2005년 독일 오디오 소프트웨어 제작사인 스테인버그를 피나클 시스템즈(Pinnacle Systems)로부터 인수했다.
그리고 야마하는 1980년대에 시작한 음악 프로그램으로 매우 잘 알려져 있다.

## 야마하 그룹 회사
야마하 그룹의 다른 회사들은 다음과 같다.
- 뵈젠도르퍼 (Bösendorfer Klavierfabrik GmbH, 오스트리아 빈 소재)
- 스테인버그 (독일 소재)
- NEXO (프랑스 파리 소재)
- Line 6 (미국 소재)
- 야마하 발동기 주식회사(ヤマハ発動機株式会社)
- 야마하 파인테크 주식회사(ヤマハファインテック株式会社)
- 야마하 리빙텍 주식회사(ヤマハリビングテック株式会社)
- 야마하 메타닉스 주식회사(ヤマハメタニクス株式会社)

## 같이 보기
- VOCALOID